# Zach Thomas
Zachary Michael Thomas (n. Pampa, Texas, Estados Unidos, el 1 de septiembre de 1973) es un exjugador de fútbol americano estadounidense. Jugaba de apoyador y pasó gran parte de sus 13 temporadas en la NFL jugando para los Miami Dolphins. Como universitario, jugó fútbol para Texas Tech. Como profesional acumuló más de 1700 tackleos y fue seleccionado al Pro Bowl en ocho ocasiones.

## Biografía
Thomas nació en Pampa, Texas y asistió a las Escuelas White Deer en White Deer, Texas hasta su segundo año de secundaria, cuando fue transferido a la Escuela Secundaria Pampa para su penúltimo año. Fue un destacado jugador de fútbol allí, y fue incluido en el equipo estelar del estado en su último año.

## Carrera universitaria
Thomas fue a Texas Tech, en donde fue linebacker titular para los Raiders por tres años. En su penúltimo año en 1994 fue nombrado al equipo ideal All-American. En su último año fue finalista para el Premio Butkus, fue el Jugador Defensivo del Año de la Conferencia del Suroeste y fue nombrado All-American por segundo año consecutivo. En sus tres años en Texas Tech, Thomas acumuló un total de 390 tackles, incluyendo el récord de la universidad en un solo partido con 20 frente a los Missouri Tigers. En un partido frente a los Aggies de Texas A&M, Thomas devolvió una intercepción para darle la victoria a Texas Tech 14-7.  Thomas y su hermano Bart fueron los primeros y el único par de hermanos en ser incluidos en el equipo ideal de la Conferencia del Suroeste en el mismo año.

## Carrera profesional

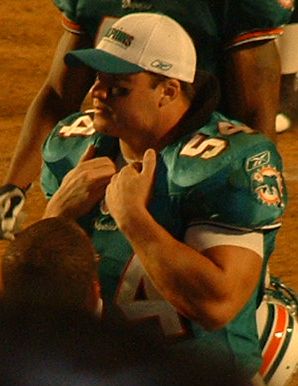
Zach Thomas cuando jugaba para los Dolphins.

### Miami Dolphins
Thomas fue seleccionado en la quinta ronda del Draft de 1996 de la NFL. El 3 de julio de 1996, Thomas firmó un contrato por tres años y $577.000 con Miami.
  En su año de novato fue elegido en el equipo All-Rookie y fue una de las selecciones alternativas en el Pro Bowl. En 1997, Thomas registró 128 tackles y fue titular en 15 partidos. En 1998 fue nombrado como All-Pro por primera vez, luego de terminar la temporada con 133 tackles, una captura, una intercepción y un fumble forzado, ayudando a la defensa de los Dolphins a ser la que menos puntos permitió ese año.
El 13 de febrero de 1999, Thomas firmó un nuevo contrato con los Dolphins por cinco años, $22,5 millones y un bono de fichaje de $4,5 millones. El salario de 6.5 millones de dólares de Thomas lo convirtió en el jugador de los Dolphins mejor pagado, sobrepasando incluso a Dan Marino. En 1999 Thomas alcanzó un total de 133 tackles y fue seleccionado al Pro Bowl for segunda temporada consecutiva. Al año siguiente solo pudo conseguir 99 tackles debido a una lesión que le hizo perder cinco partidos. En 2001 logró 155 tackles, tres capturas, dos intercepciones, dos fumbles forzados y cuatro pases desviados, además de ser elegido All-Pro por tercera vez. Sus estadísticas fueron similares en 2002, lo que le valió ser seleccionado como All-Pro por cuarta ocasión en cinco temporadas.
El 27 de marzo de 2003, cuando estaba por entrar al quinto año de su contrato con el equipo, Thomas volvió a firmar una extensión de su contrato con los Miami Dolphins hasta la temporada 2008, esta vez por 33.75 millones, además de un bono de fichaje de 10.5 millones. Luego de asegurar esta extensión, Thomas consiguió 153 tackles, 3 intercepciones y su quinta selección al primer equipo del All-Pro en seis años.
En 2005, Thomas lideró a los Dolphins en tackleos con 165 luego de perderse los primeros dos partidos debido a lesiones en el tobillo y hombro; también es uno de tres jugadores en haber logrado cien tackleos o más en sus primeras diez temporadas en la NFL. Thomas fue seleccionado al Pro Bowl por séptima vez en 2006, e igualó su participación en este evento con la mayor cantidad de veces alcanzada por un jugador de los Dolphins. A lo largo de su carrera, también fue seleccionado al primer y segundo equipos del All-Pro en siete ocasiones.
Zach Thomas tiene más tackleos que cualquier otro apoyador en el Pro Football Hall of Fame, y actualmente está ubicado en el cuarto lugar detrás de los líderes de todos los tiempos Randy Gradishar, Jessie Tuggle y Junior Seau.
Su paso por los Dolphins terminó el 14 de febrero de 2008, cuando el equipo anunció que ya no formaría parte de sus planes a largo plazo y su contrato fue terminado.

### Dallas Cowboys
El 23 de febrero de 2008, luego de recibir ofertas de los New Orleans Saints y los New England Patriots, Thomas decidió firmar un contrato de un año por 3 millones de dólares con los Dallas Cowboys.  El trato incluía un salario base de 1 millón de dólares, $1 millón por bono de fichaje y $1 millón de bonos por bonos basados en incentivos según su desempeño en el cmapo, algo que su agente Drew Rosenhaus indicó que podía conseguir fácilmente.

### Kansas City Chiefs
Thomas se convirtió en agente libre al finalizar la temporada 2008-09, y en la entretemporada fichó para los Kansas City Chiefs el 11 de abril de 2009 por 1 año y un valor de $2 millones de dólares. No obstante, fue liberado por Kansas al final de la pretemporada sin haber jugado ningún partido para el equipo.

### Retirada
El 18 de mayo de 2010, Thomas firmó un contrato ceremonial de un día, por un valor oficial de $1, para poder retirarse como miembro de los Miami Dolphins.

### Salón de la Fama
El 5 de agosto de 2023, el legendario apoyador de los Miami Dolphins, Zach Thomas, fue ingresado en el Salón de la Fama del Fútbol Americano Profesional. Su destacada carrera en la NFL, principalmente con los Dolphins, lo llevó a unirse a la clase del 2023 del Salón de la Fama. En su discurso de aceptación, Thomas recordó sus humildes comienzos y el momento en que se convirtió en titular de los Dolphins en 1996, marcando el inicio de su exitosa carrera a pesar de ser seleccionado en la quinta ronda del Draft.

## Vida privada
La hermana de Thomas, Katina, está casada con el exjugador de fútbol americano y compañero de equipo de Thomas en Miami, Jason Taylor. El padre de Thomas construyó y es el dueño de la segunda cruz más grande en el hemisferio occidental, ubicada en Groom, Texas. Thomas está casado con Maritza Thomas y tiene un hijo, Christian Zachary, y una hija, Valentina.